# Lacinularoides coloniensis
Lacinularoides coloniensis is een raderdiertjessoort uit de familie Flosculariidae. De wetenschappelijke naam van deze soort is voor het eerst geldig gepubliceerd in 1918 door Colledge.